# François-Xavier Freland
 (avril 2025).
Motif : les raisons de la pose de ce bandeau sont indiquées en page de discussion.
- Archive Wikiwix
- Bing
- Cairn
- DuckDuckGo
- E. Universalis
- Gallica
- Google
- G. Books
- G. News
- G. Scholar
- Persée
- Qwant
- (zh) Baidu
- (ru) Yandex
- (wd) trouver des œuvres sur Wikidata

| 1. | Préciser le motif de la pose du bandeau. | Précisez le motif de la pose du bandeau en utilisant la syntaxe suivante : {{admissibilité à vérifier\|date=juin 2025\|motif=remplacez ce texte par le motif}}                               |
| 2. | Informer les utilisateurs concernés.     | Pensez à avertir le créateur de l'article, par exemple, en insérant le code ci-dessous sur sa page de discussion : {{subst:avertissement admissibilité à vérifier\|François-Xavier Freland}} |

Pour les articles homonymes, voir Freland.
François-Xavier Freland est un journaliste et écrivain français né le 20 janvier 1971.
Il a été correspondant de presse en Espagne, à Madagascar, au Mali et au Venezuela, et a travaillé respectivement dans les rédactions de France Info, RFI, TV5 Monde et Jeune Afrique. Il vit entre la France et la Grèce.
Il est l’auteur de documentaires et de livres (romans, essais), et notamment d’une biographie sur l’écrivain américain Henry Miller.